# Arrigo Boito

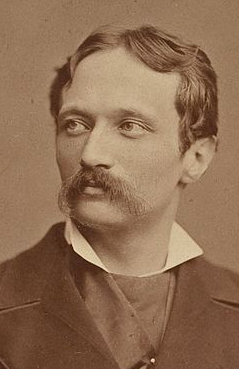
Arrigo Boito

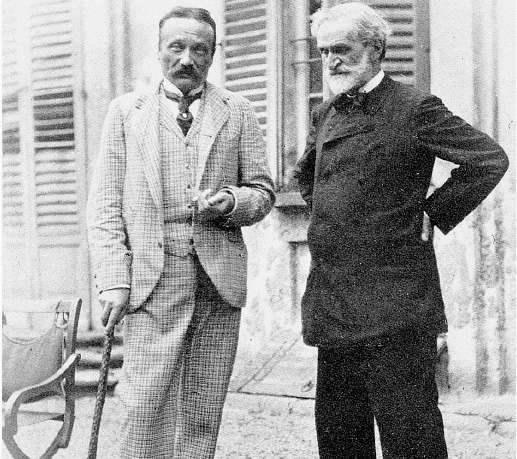
Arrigo Boito a Giuseppe Verdi

Arrigo Boito, pův. jménem  Enrico Giuseppe Giovanni Boito (24. února 1842, Padova – 10. června Milán, 1918) byl italský spisovatel, básník, novinář a hudební skladatel. Napsal mnoho povídek, básní, překladů, kritických esejů a skladeb. Proslavil se především jako autor operních libret. Z jeho hudební tvorby je uváděna opera Mefistofeles, kterou zkomponoval na vlastní libreto.

## Život
Arrigo Boito  se narodil jako syn Silveria Boita, malíře, který putoval po Evropě a maloval na zakázku portréty. Matka byla polská hraběnka Giuseppina Radolinská, se kterou se Silverio Boito seznámil při práci na zakázkách v Polsku. Jeho starším bratrem byl architekt, inženýr, spisovatel a umělecký historik Camillo Boito (1836 - 1914). Oba rodiče  se pohybovali v uměleckých kruzích, takže není příliš překvapivé, že i Arrigo projevoval umělecké nadání, a to hned ve dvou směrech: v literatuře a v hudbě. V obou těchto oborech byl také po celý život činný. Otec byl zřejmě poněkud dobrodružné povahy, a když se mu podařilo rozházet manželčino věno, matku i syna opustil.
Díky svým známostem získala matka pro syna stipendium a Arrigo mohl začít studovat na konzervatoři v Miláně. Absolvoval v roce 1861 a na další stipendium odjel na šest měsíců do Paříže.  Tady se seznámil s Victorem Hugo, Hectorem Berliozem, Gioacchino Rossinim a také s Giuseppem Verdim. Pro Verdiho napsal text Hymny národů, která byla určena pro Světovou výstavu v Londýně. Vztahy mezi oběma umělci však byly z počátku velmi chladné, neboť Verdi byl velmi podezřívavý a Boita považoval za svého nepřítele. Důvodem mohl být Boitův článek z roku 1863 „Óda na italské umění“, ve kterém vyzdvihuje hudbu Richarda Wagnera a podrobuje kritice styl současné italské hudby, jehož vlastenecký ráz považuje za „provinční“ a žádá, aby se italská hudba otevřela světu.
V roce 1862 navštívil Polsko, vlast své matky,  která zemřela roku 1859. Napsal tam své první libreto Hamlet, ze stejnojmenné Shakespearovy tragédie na hudbu svého přítele a spolužáka Franca  Faccia.

### Novinář a literát
Po návratu do Milána  se věnoval především literární činnosti.  Arrigo Boito byl spolu s  Emilio Pragou, Francem  Facciou a s jinými mladými umělci zakladateli hnutí italské bohémy, nazvaného Scapigliatura. Jeho báseň Dualismo se stala manifestem skupiny. V té době Boito pracoval jako novinář a hudební kritik pro několik časopisů (La Perseveranza, Il Giornale della Società del Quartetto, Il Politecnico).  Společně s Emiliem Pragou řídil  vlastní časopis Figaro až do roku 1866, kdy se jako dobrovolník přihlásil do  války o nezávislost ke Garibaldiho oddílu.  V tomto období složil několik básní, později částečně shromážděných v Knize veršů (1877) a vydal  pohádkovou  báseň Král medvěd (1865), která patří k jeho nejlepším dílům a  vyšla ještě několikrát.  V roce 2012 byla adaptována pro divadelní scénu ve Veroně a vznikla podle ní  opera Marca Stroppy pro Opéra-Comique v Paříži.

### Mefistofeles
Zaujat věčnou legendou o Faustovi zkomponoval svou první operu na vlastní libreto Mefistofeles. Opera měla premiéru za řízení autora v Teatro alla Scala v Miláně roku 1868 a přes veškeré úsilí nakladatele Giulia Ricordiho skončila pamětihodným fiaskem. Došlo k tvrdému střetu mezi Boitovými příznivci a odpůrci, kteří mu vytýkali, že opera je ubohou napodobeninou Wagnera. Slavný operní dům byl svědkem nebývalých scén. Obecenstvo hvízdalo, bučelo, dupalo a hystericky křičelo. Boito uprostřed vřavy řídil operu až do konce a ještě na závěr přidal směrem k obecenstvu posměšné gesto. Nepokoje se rozšířily i do sousedních ulic a po druhém představení, kdy se vše opakovalo, milánský prefekt další provádění opery pro rušení veřejného pořádku zakázal. Je nutno říci, že pro šestadvacetiletého skladatele to byl vlastně velký úspěch.
Boito se však nevzdal. Dílo částečně přepracoval a v roce 1875 uvedl novou verzi v Bologni.  Překvapivě se dostavil úspěch a nová inscenace v Miláně roku 1881 se už obešla bez výtržností a i zde byla příznivě přijata.  Dosáhla obrovského úspěchu v Itálii i v zahraničí a jako jediná mezi Boitovými skladbami vstoupila do repertoáru dodnes uváděných a nahrávaných oper. V Praze byl Mefistofeles poprvé uveden 19. února 1881 ve Stavovském divadle. 
Pracoval ještě na dvou dalších operách. Opera Orestiade byla sice dokončena, ale nikdy provedena nebyla, a k opeře Ero e Leandro napsal jen libreto a několik hudebních náčrtků. Libreto poté zhudebnili dokonce dva hudební skladatelé. Byli to v roce 1879 Giovanni Bottesini a v roce 1897 Luigi Mancinelli.

### Libreta
Na radu svého nakladatele Ricordiho se Boito posléze soustředil na psaní libret k operám jiných skladatelů. Mimo jiné tak vzniklo libreto k opeře „La Gioconda“ skladatele Amilcare Ponchielliho (pod pseudonymem Tobia Gorrio, což je anagram jména Arrigo Boito). Svá vrcholná díla však napsal pro Giuseppe Verdiho, se kterým se konečně usmířil. Ne náhodou se tak stalo v době, kdy Verdi i pozměnil svůj komposiční styl bíže Boitovým představám, směrem k těsnějšímu sepětí hudby a dramatu. Spolupráce začala na revizi starší Verdiho opery Simon Boccanegra. Jejich společnou prací vznikla vrcholná díla celé operní literatury, poslední Verdiho opery, Otello a Falstaff. Věnoval se také překladům  překladům zahraničních oper jako Čarostřelec, Rienzi, Ruslan a Ludmila. 
V roce 1887 začal jeho dlouholetý intimní vztah s herečkou Eleonorou Duseovou, která krátce předtím bouřlivě ukončila svůj poměr se spisovatelem a dramatikem Gabrielem d'Annunziem, neboť dal při inscenaci své hry přednost Sáře Bernhardtové. Boito pro Duseovou přeložil některé z nejslavnějších shakespearovských titulů, jako Antonius a Kleopatra, Julie a Romeo a Macbeth a podílel se i na jejich uvedení na divadelní scénu.  V letech 1889 až 1897 byl Boito ředitelem konservatoře v Parmě.

### Jiné aktivity
Boito byl také hudebním organizátorem. Byl členem různých evropských výborů a správních rad, podílel se na sestavování programů divadelních sezón La Scala.  Patřil k propagátorům vzniku divadelního muzea La Scala. Společně s Petrem Iljičem Čajkovským, Maxem Bruchem a Saint-Saënsem získal v roce 1893 čestný doktorát Univerzity v Cambridge. Při této příležitosti Čajkovskij řídil provedení Boitova Mefistofela.  Boito se podílel na reformách římské konzervatoře, zasazoval se o zlepšení zákona o autorských právech a publikoval řadu článků, které dokumentovaly jeho výjimečnou vzdělanost. Byl vášnivý čtenář, celý život obdivoval a studoval Danteho, Shakespeara a Victora Huga.
Byl také velmi aktivní i ve veřejném životě. Působil jako  městský radní v Miláně, od roku 1912 až do své smrti byl senátorem Italského království. 
Pokračoval na kompozici své poslední opery Nero, kterou se zabýval už od roku 1860.  Teprve v roce 1901, v roce Verdiho smrti, vydal libreto tiskem, aniž by však kdy dokončil orchestraci. Poslední jednání opery Nerone doplnili Antonio Smareglia a Vincenzo Tommasini a opera byla hrána v Teatro alla Scala až v roce 1924 za řízení Artura Toscaniniho.
Arrigo Boito zemřel 10. června 1918 v Miláně na anginu pectoris a je pohřben na hřbitově Cimitero Monumentale.

## Dílo

### Opery
- Mefistofele (5. března 1868 - Teatro alla Scala, Milán)
  - revidovaná verze (4. října 1875, Bologna)
- Nerone (1. května 1924, Teatro alla Scala, Milán)

### Operní libreta
- Amleto (Franco Faccio); 1865)
- Un tramonto (G. Coronaro; 1873)
- La falce (Alfredo Catalani; 1875)
- La Gioconda (Amilcare Ponchielli; 1876)
- Semira (L. San Germano - neprovedeno)
- Ero e Leandro (Giovanni Bottesini; 1879 - L. Mancinelli; 1897)
- Simon Boccanegra (Giuseppe Verdi; 1881 – přepracovaná verze)
- Basi e bote (Riccardo Pick-Mangiagalli; 1927)
- Otello (Giuseppe Verdi; 1887)
- Falstaff (Giuseppe Verdi; 1893)